# Портовенере
Портове́нере (итал. Porto Venere [ˌpɔrto ˈvɛːnere], лиг. Pòrtivene) — коммуна в итальянской области Лигурия, в провинции Специя. В состав коммуны входят фракции (Феццано и Ле-Грацие) и три острова (Пальмария, Тино и Тинетто).
Покровительницей коммуны почитается Пресвятая Богородица (Madonna Bianca), празднование 17 августа.

## Достопримечательности
- Готическая церковь Св. Петра, освященная в 1198 году, была построена на месте более раннего культового сооружения.
- Романская церковь Св. Лаврентия[итал.], заложенная генуэзскими зодчими в 1098 году. Вероятно, расположена на месте древнего храма, посвященного богу Юпитеру. Церковь была повреждена во время пожара 1340 года и нападения арагонцев в 1494 году, но в 1582 году её восстановили.
- Замок семьи Дориа, одного из самых влиятельных генуэзских родов XII—XVI вв.

## Всемирное наследие
В 1997 году Портовенере, Чинкве-Терре и острова были включены ЮНЕСКО в список объектов Всемирного наследия.